# Компан, Жан-Доминик
Жан Доминик Компан (фр. Jean Dominique Compans; 1769—1845) — французский военный деятель, дивизионный генерал (1806 год), граф (1808 год), пэр (1815 год), участник революционных и наполеоновских войн. Имя генерала выбито на Триумфальной арке в Париже.

## Биография
Родился в семье купца Жана Компана (фр. Jean Compans; 1737—1822) и его жены Жанны Лапер-Пюисегюр (фр. Jeanne Lapeyre-Puységur; 1744—1806). Родом из знатной семьи, родители предназначили его для церковной службы. Однако он предпочитает «приключения». В 1789 году он присоединился к революции и выбрал военную карьеру.
Первое важное событие в военной карьере Компана произошло 2 октября 1791 года, когда он присоединился к 3-му батальону волонтёров Верхней Гаронны и был избран капитаном. Спустя год, в 1792 году, его подразделение включают в состав сначала Альпийской, а в 1793 году – Итальянской армии. Участвовал в обороне лагеря Браус и взятие лагеря Брюис; в нападении на Лантоску 8 сентября; в занятии поста Жиллетт; служил под Тулоном. 20 ноября 1793 года был произведён в командиры батальона штаба генералом Дюгомье по предложению Ланна, а 13 июня 1795 года – в полковники штаба. Служил сперва в 10-м, затем в 9-м военных округах.
25 августа 1798 года был назначен начальником штаба у генерала Гренье в Армии Италии, а почти ровно через год – 23 июня 1799 года – он получает звание бригадного генерала Французской республики. 20 апреля 1800 года был ранен пулей при атаке на Сан-Джакомо. Вплоть до 5 июля 1800 года Компан возглавлял штабы различных дивизий, а затем ему доверили командование бригадой сначала в дивизии генерала Миолисса, а потом у генерала Луазона. Примерно в то же время Компан возглавлял авангард французской армии в Ферраре.
1 июня 1801 года его перевели в 27-й военный округ, сделали командующим в провинции Кони. 8 ноября 1803 года под его начало поступила 1-я бригада из дивизии генерала Сюше, расквартированная в Сент-Омерском лагере.
30 августа 1805 года Компан занял пост начальника штаба 5-го корпуса маршала Ланна, в составе Великой армии. Он участвует и получает ранение в сражении при Аустерлице. 13 декабря 1805, его переводят в 4-й корпус и назначают командиром бригады вместо Тьебо в дивизии Сент-Илера. 27 сентября 1806 года его определили начальником штаба 4-го корпуса маршала Сульта. 14 октября он вёл солдат в атаку против войск князя Гогенлоэ под Йеной. 23 ноября 1806 года Компан стал дивизионным генералом.
Административный дар и штабное мышление Компана привлекают внимание «железного маршала» Даву, который 12 октября 1808 года делает его начальником штаба своей Рейнской армии в Германии, которая 1 апреля 1809 года была преобразована 3-й армейский корпус Армии Германии. Сражался в Австрийской кампании 1809 года. С 4 февраля 1810 года по февраль 1811 года временно командовал всей Армией Германии.
19 апреля 1811 года, в преддверии Русского похода, Компана назначают командиром 5-й дивизии Эльбского обсервационного корпуса, который с 1 апреля 1812 года стал носить название 1-го корпуса Великой Армии.
В ходе войны с Россией в 1812 году, Компан особо отличился в таких сражениях, как бой с корпусом генерала Раевского под Салтановкой (23 июля), битва при Малоярославце (24 октября) и под Вязьмой (3-5 ноября). Особая страница в биографии Компана — сражение при Бородине. Ночью 5 сентября после тяжелейшей атаки он ворвался в Шевардинский редут. 7 сентября Даву назначил его возглавлять первую атаку на Багратионовы флеши. Его первый штурм русских укреплений был отбит, а в ходе второго сам генерал был ранен.
Известно, что во время занятия Москвы генерал останавливался в усадебном доме Всеволожских, что в Тёплом переулке в Хамовниках, там же в типографии хозяев дома печатались официальные издания наполеоновской армии и агитационные материалы.

С 13 февраля 1813 года Компан занимал должность командира 1-й дивизии 2-го Рейнского обсервационного корпуса маршала Мармона. С 12 марта по ноябрь 1813 года командовал 20-й пехотной дивизией (в корпусе всё того же Мармона) . В сражении при Лютцене, он, встав во главе дивизии, отбил ожесточённые атаки союзной кавалерии. В сражении при Баутцене Компан первым ворвался в город, отбитый у русских и пруссаков. Отважный генерал никогда не прятался за спины солдат, а потому очень часто бывал ранен — дважды при Мёккерне, а затем и в «Битве народов» при Лейпциге.
24 марта 1814 года Компана включили в состав Комитета по обороне французской столицы. В самой битве за Париж, он командовал войсками на Монмартре. После возвращения на французский престол Бурбонов 23 апреля его назначили членом Военного Совета, но эту должность он занимал недолго. «Полёт Орла» с Эльбы, как известно, сопровождался массовым переходом солдат и офицеров на сторону императора. Также поступил и Компан. 18 мая Наполеон, в благодарность за лояльность, сделал Компана командиром 6-й пехотной дивизией из 2-го корпуса Северной армии. В ходе битвы при Ватерлоо, завершившей эпоху наполеоновских войн, Компан был взят в плен, затем освобожден. После второго отречения Наполеона прощенный Людовиком XVIII Компан вошел в состав Военного суда над маршалом Неем и проголосовал за вынесение тому смертного приговора. 17 августа 1815 года генерал получил титул пэра. В то же время нового назначения он не добился и подал в отставку.
Скончался Доминик Компан в Бланьяке, 10 ноября 1845 года. Спустя некоторое время после пышных похорон, его прах был перевезён в Сали и торжественно предан земле на городском кладбище. Всё в том же Сали, на главной площади, возвышается памятник Компану, выполненный из белого мрамора тулузским скульптором Грифулем Дорвалем. На композиции запечатлен следующий эпизод. Левая рука генерала перевязана после полученной в очередном бою раны, а правая указывает на шляпу, брошенную Компаном себе под ноги. При этом, он с презрением произносит следующие слова, обращенные к посланнику фельдмаршала Кутузова: «Я не отойду ни на шаг с занимаемой мною позиции, и передайте вашему генералу, что никакая сила не сможет сдвинуть меня с этого места».

## Воинские звания
- Капитан (2 октября 1791 года);
- Командир батальона штаба (20 ноября 1793 года);
- Полковник штаба (13 июня 1795 года);
- Бригадный генерал (23 июня 1799 года, утверждён 19 октября 1799 года);
- Дивизионный генерал (23 ноября 1806 года).

## Титулы
- Граф Компан и Империи (фр. comte Compans et de l'Empire; декрет от 19 марта 1808 года, патент подтверждён 24 июня 1808 года в Байонне)[5][6].

## Награды
Легионер ордена Почётного легиона (11 декабря 1803 года)
 Коммандан ордена Почётного легиона (14 июня 1804 года)
 Великий офицер ордена Почётного легиона (11 июля 1807 года)
 Большой крест ордена Воссоединения (3 апреля 1813 года)
 Кавалер военного ордена Святого Людовика (17 июня 1814 года)
 Большой крест ордена Почётного легиона (14 февраля 1815 года)